# Bob Sweikert
 Bob Sweikert  fou un pilot estatunidenc de curses automobilístiques nascut el 20 de maig del 1926 a Los Angeles, Califòrnia.
Sweikert va córrer a la Champ Car a les temporades 1952-1956 incloent-hi la cursa de les 500 milles d'Indianapolis de tots aquests anys i que va guanyar a l'edició de 1955.
Bob Sweikert va morir el 17 de juny del 1956 disputant una cursa a Salem, Indiana.

## Resultats a la Indy 500
| Any    | Cotxe  | Sortida | Vel. mitja | Ranking | Final  | Voltes | V. líder | Retirat     |
| ------ | ------ | ------- | ---------- | ------- | ------ | ------ | -------- | ----------- |
| 1952   | 73     | 32      | 134.983    | 21      | 26     | 77     | 0        | Diferencial |
| 1953   | 51     | 29      | 136.872    | 11      | 20     | 151    | 0        | Motor       |
| 1954   | 17     | 9       | 138.206    | 22      | 14     | 197    | 0        | A 3 voltes  |
| 1955   | 6      | 14      | 139.996    | 11      | 1      | 200    | 86       | Va GUANYAR  |
| 1956   | 1      | 10      | 143.033    | 12      | 6      | 200    | 0        | Va acabar   |
| Totals | Totals | Totals  | Totals     | Totals  | Totals | 825    | 86       |             |

| Curses       | 5  |
| Poles        | 0  |
| Voltes líder | 86 |
| Victòries    | 1  |
| Top 5        | 1  |
| Top 10       | 2  |
| Retirades    | 2  |

## A la F1
El Gran Premi d'Indianapolis 500 va formar part del calendari del campionat del món de la Fórmula 1 entre les temporades 1950 a la 1960.
Els pilots que competien a la Indy durant aquests anys també eren comptabilitats pel campionat de la F1.
Bob Sweikert va participar en 5 curses de F1, debutant al Gran Premi d'Indianapolis 500 del 1952.

### Palmarès a la F1
- Participacions: 5
- Poles: 0
- Voltes Ràpides: 0
- Victòries: 1
- Pòdiums: 0
- Punts vàlids per la F1: 8